# Sidakaton (Dukuhturi)
Sidakaton is een bestuurslaag in het regentschap Tegal van de provincie Midden-Java, Indonesië. Sidakaton telt 7962 inwoners (volkstelling 2010).